# Велика глад у Ирској
Велика ирска глад, позната и као Велика кромпирова глад, односи се на несташицу хране, која је погодила Ирску од 1845. до 1849. године. Главни узрок несташице хране је била зараза кромпира, тада примарног у ирској исхрани. Додатни разлог за катастрофалне ефекте несташице хране је била лоша расподела земљишта и однос земљовласника према станарима на њиховој земљи. Тачан број жртава се не зна, али се претпоставља да је од глади умрло од 750.000 до два милиона људи. Сматра се да се, као последица глади, још до два милиона људи иселило из Ирске, углавном преко Атлантика.
Због контроверзне одлуке британске владе о извозу хране из Ирске у Енглеску упркос томе што у Енглеској није владала глад, а у Ирској јесте, неки историчари велику глад називају геноцидом.

## Стање пред глад
Кромпир је добар извор енергије у људској исхрани, а лак је за обраду. У Ирској се први пут појавио око 1650. године, а од 1780. је постао главни извор хране. Сматра се да су одрасли Ирци јели у просеку пар килограма кромпира дневно. Кромпир је био доминантан у пољопривреди и није се узгајало готово ништа друго, осим добара погодних за извоз, али не и за исхрану. Због добре исхране и прилива новца, становништво Ирске је прогресивно расло.
Земљиште је и даље било под контролом британских закона, који су забрањивали ирским католицима да остављају земљу само једном наследнику, већ је земља била дељена свим синовима. Последица пораста становништва и дељења земље је било то да су све веће породице живеле на све мањем поседу. Кромпир је био добра алтернатива, јер се и на малим поседима могло произвести довољно за прехрану породице.

## Зараза кромпира
Године 1845. године широм Европе кромпир је страдао од заразе једним сојем гљивице Phytophthora infestans (која узрокује пламењачу односно кромпирову буђ) од којег је постајао нејестив и труо. Фриманов Журнал је 27. јуна 1846. објавио вест под насловом „Зараза у новом роду кромпира“, поводом заразе у округу Мејо. До „црне '47.“, већина плода је уништена, а људи су живели на залихама.

## Избацивања са поседа
Помоћ људима се исплаћивала на основу Закона за сиромашне, а помоћ се финансирала од пореза коју су земљопоседници плаћали по броју станара на њиховој земљи. Ово је довело до масовних избацивања са поседа, јер је порез растао и земљопоседницима је било у интересу имати што мање станара. Неки су чак и помагали својим станарима да се иселе из земље.
Станари су избацивани са поседа и због других разлога, на пример да би се ослободила земља за стоку. Године 1849. године избачено је око 90.000 људи, али се трећина вратила под другим статусом. Године 1850. избачено је око 109.000 станара.
Неки земљовласници су помагали својим станарима, смањујући станарину и осигуравајући јавну кухињу. Други су започињали нове послове грађења путева и зидова како би се отворила радна места.

## Одговор владе Уједињеног Краљевства
Влада премијера Роберта Пила је на глад одговорила куповином кукуруза за Ирце и укидањем закона који је забрањивао увоз јефтине пшенице. Укидање закона, од 1846. до 1849. је било прекасно да би се ситуација драстично побољшала.
Године 1846. као одговор на непопуларност Пилове владе, нови премијер је постао Џон Расел, који је започео јавне радове, као што је градња путева, да би осигурао радна места Ирцима.

## Добротворна помоћ
Многе организације су послале помоћ Ирској. Прву донацију послали су запослени у Источноиндијској компанији, у износу од 14.000 £. Тадашњи Папа и краљица Викторија су лично послали помоћ.
Чата индијанци (Choctow) су познати по томе што су послали 710 $ и пшеницу, иако су шеснаест година пре тога искусили прогон.

## Последице
Тачан број умрлих се не зна. Претпоставља се да је умрло између 0,5 и 1,5 милиона људи, готово 1/8 ирског становништва. Такође, многи су умрли на бродовима покушавајући емигрирати.
Ирска је 1845. имала 8,1 милиона становника. Године 1851, одмах након глади, направљен је нови попис становништва према којем је утврђено 6.552,385 житеља. До 1854. године, између 1,5 и 2 милиона Ираца је емигрирало, углавном у САД, Велику Британију, Канаду и Аустралију.
Зараза кромпира се и даље јављала, али није имала толико велике последице. Између осталог, развој железнице је дозволио лакши увоз и расподелу хране. Забрана дељења земљишта, као и велика исељавања, су смањила однос броја људи напрема обрадивој земљи.

## Расправе о геноциду
Глад је често погађала земље Европе у том раздобљу, но углавном се ограничила само на једну или две бербе. У овом случају, болест кромпира уништила је главни извор прехране и прихода једне трећине становништва, те је трајало најмање четири или пет година у низу. И данас влада велика расправа око тога да ли је тадашња британска влада могла спречити размере глади.
Ирски националисти интерпретирају историју тако да је влада намерно искористила глад како би тлачила, раселила и сломила ирски народ, јер је наставила извозити храну из Ирске у Енглеску, тиме додатно погоршавајући катастрофу. Критичари пак напомињу да је несташица хране била толико велика да глад није могла бити ублажена ни да је сва храна те државе остала у ирским границама. Такође, увезене су велике количине житарица. Међутим, цене житарица биле су толико високе да их просечан становник Ирске није могао купити. Такође, према британском закону, Ирцима је било забрањено да се баве рибарењем или ловом, тако да су једино имали пољопривреду на коју су се могли ослонити. Неки су стога ирску глад назвали „пасивним геноцидом“.
Закон донесен 1994, који је увео обавезно учење о „нечовечности геноцида, робовања и Холокауста“, добио је 1996. амандмане које су додале „масовну глад у Ирској од 1845. до 1850“.
Пол Галагер наводи да се болест труљења кромпира појавила у Северној Каролини те проширила по целој северној хемисфери, али да није узроковала масовну смрт нигде осим у Ирској. Према њему, главни узрок томе били су ригидни закони британских велепоседника који су Ирцима допуштали да се једино баве узгојем кромпира како би прехранили себе и своју стоку. Ирци су узгајали и житарице, али само ради продаје како би отплатили станарину, а не ради прехране. Према њему, британско законодавство оставило је Ирцима само три избора током глади: умирати од глади и продавати житарице како би отплатили станарину; пријавити се јавним радовима како би радили до изнемоглости или емигрирати преко Атлантика.
Још 1785. премијер Вилијам Пит донео је закон према којем „Ирска не би смела трговати са било којом земљом чије трговање би се могло косити са интересима енглеских корпорација“. Већ 1801. то је претворило Ирску у државу која се једино бави културом кромпира и ничим другим, а једном када је та грана уништена, уништена је и цела нација.